# Міст водоспаду Вікторія
Міст водоспаду Вікторія (англ. Victoria Falls Bridge) — автомобільно-залізнично-пішохідний міст через річку Замбезі, на кордоні Замбії і Зімбабве. Знаходиться приблизно за 350 м на південь від водоспаду Вікторія.

## Опис
Однопрогоновий сталевий міст має тип конструкції «параболічна арка». Загальна довжина (зі з'їздами) — 198 м, довжина прольоту — 156,5 м, висота — 128 м. Побудувала міст у 1904—1905 роках компанія Cleveland Bridge & Engineering Company (головні інженери — Джордж Ендрю Гобсон і Ральф Фрімен). Міст прикордонний: він з'єднує містечко Вікторія-Фолз (Північний Матабелеленд, Зімбабве) та місто Лівінгстон (Південна провінція, Замбія).

## Історія
Міст побудовано за 14 місяців у 1904—1905 роках за ініціативою британського політика і бізнесмена Сесіля Родса в рамках його так і не здійсненого проєкту «Залізниця Кейптаун — Каїр», попри те, що він ніколи не був біля водоспаду Вікторія, і помер за два роки до початку будівництва. Конструкції моста виготовлено у Великій Британії, потім доставлено кораблями до порту Бейра (Мозамбік), а вже звідти залізницею до водоспаду. Відкривав міст 12 вересня 1905 року астроном і математик Джордж Говард Дарвін, син біолога Чарльза Дарвіна.Вартість будівництва склала близько 72 000 фунтів стерлінгів.
Рух по мосту неодноразово блокувався на різні строки в 1965—1979 роках під час війни. 26 серпня 1975 року посередині мосту, в поїзді Transnet Freight Rail, відбулася конференція, присвячена невизнаній державі Родезія. Вона тривала 9,5 годин і не принесла жодних результатів.
У другій половині XX століття стан моста через неналежний догляд значно погіршився, тому максимальне допустиме навантаження на нього постійно знижували, дійшовши до позначки 30 тонн: важчі потяги скеровували в об'їзд через паром в Казунгулі або мост в Чирунду. У 2006 році міст відремонтовано, однак максимальне навантаження на нього зросло не набагато. У XXI столітті на позначці 111 метрів над рівнем річки (на 17 метрів нижче від полотна дороги) облаштовано майданчик для бейс-джампінгу. У грудні 2011 року тут через обрив троса зірвалася з 25-метрової висоти молода австралійка, яку ледь не з'їли крокодили Замбезі, але атракціон закривати не стали.
Американське товариство цивільних інженерів внесло цей міст до свого Списку історичних пам'яток цивільної інженерної справи. Донині цей міст — єдине залізничне сполучення між Замбією і Зімбабве, а також один із трьох автомобільних шляхів між цими країнами.

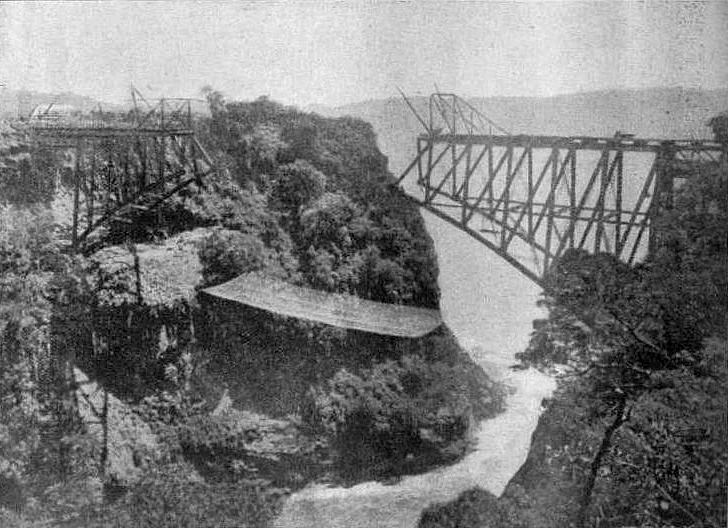
Будівництво моста, 1905 рік.
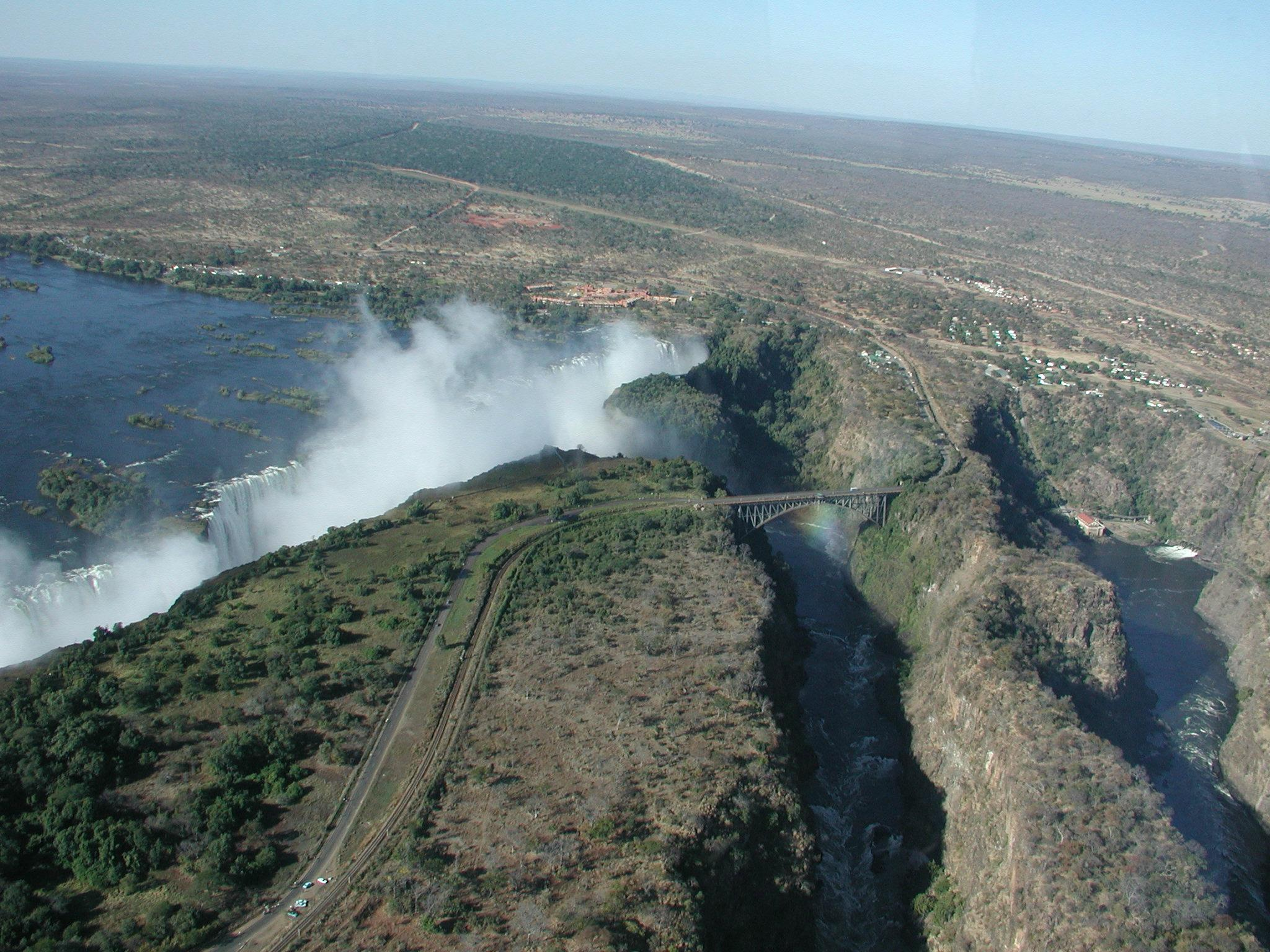
Вид з вертольота, 2006 рік.
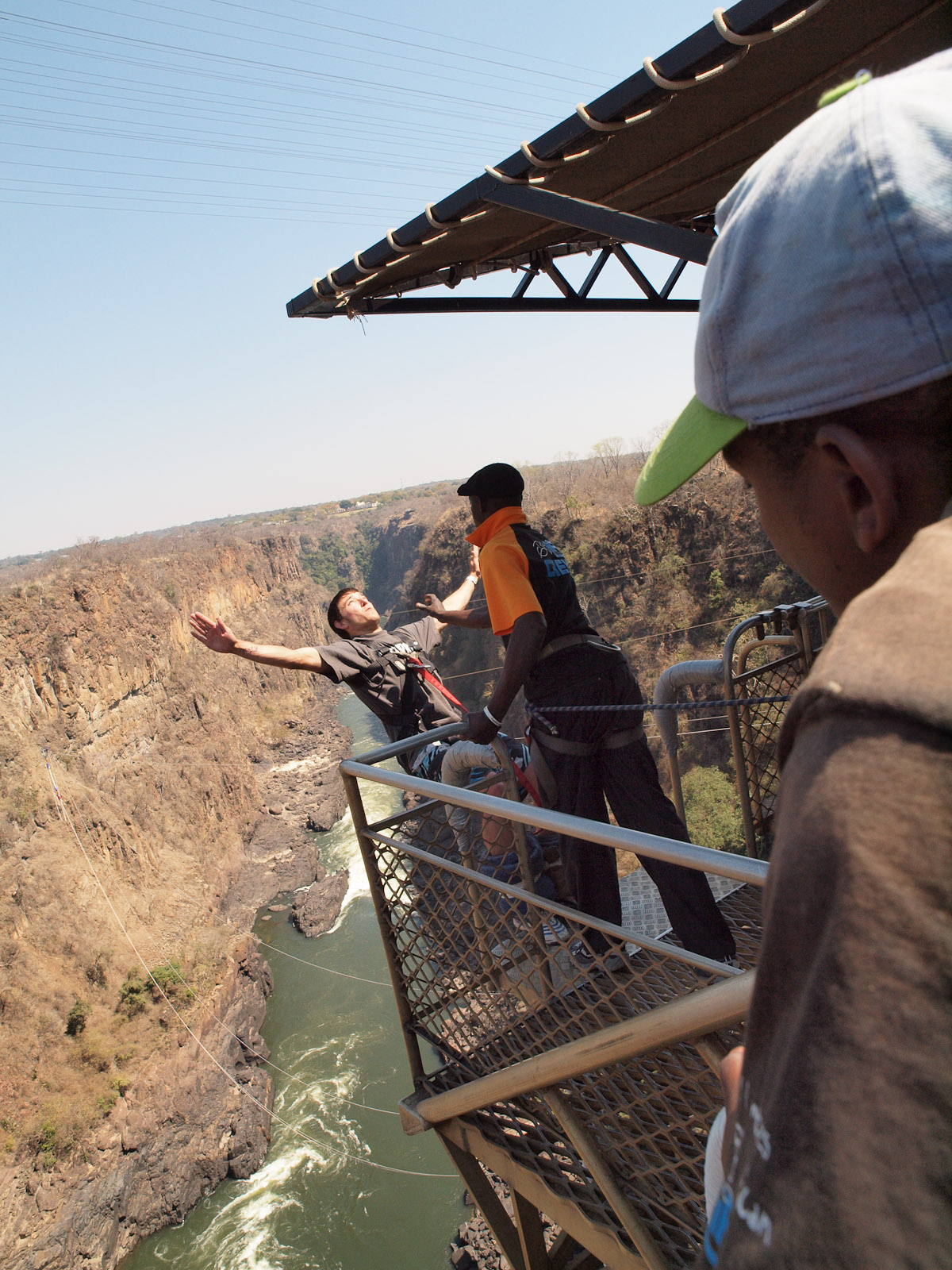
Бейс-джампінг з мосту, 2009 рік.
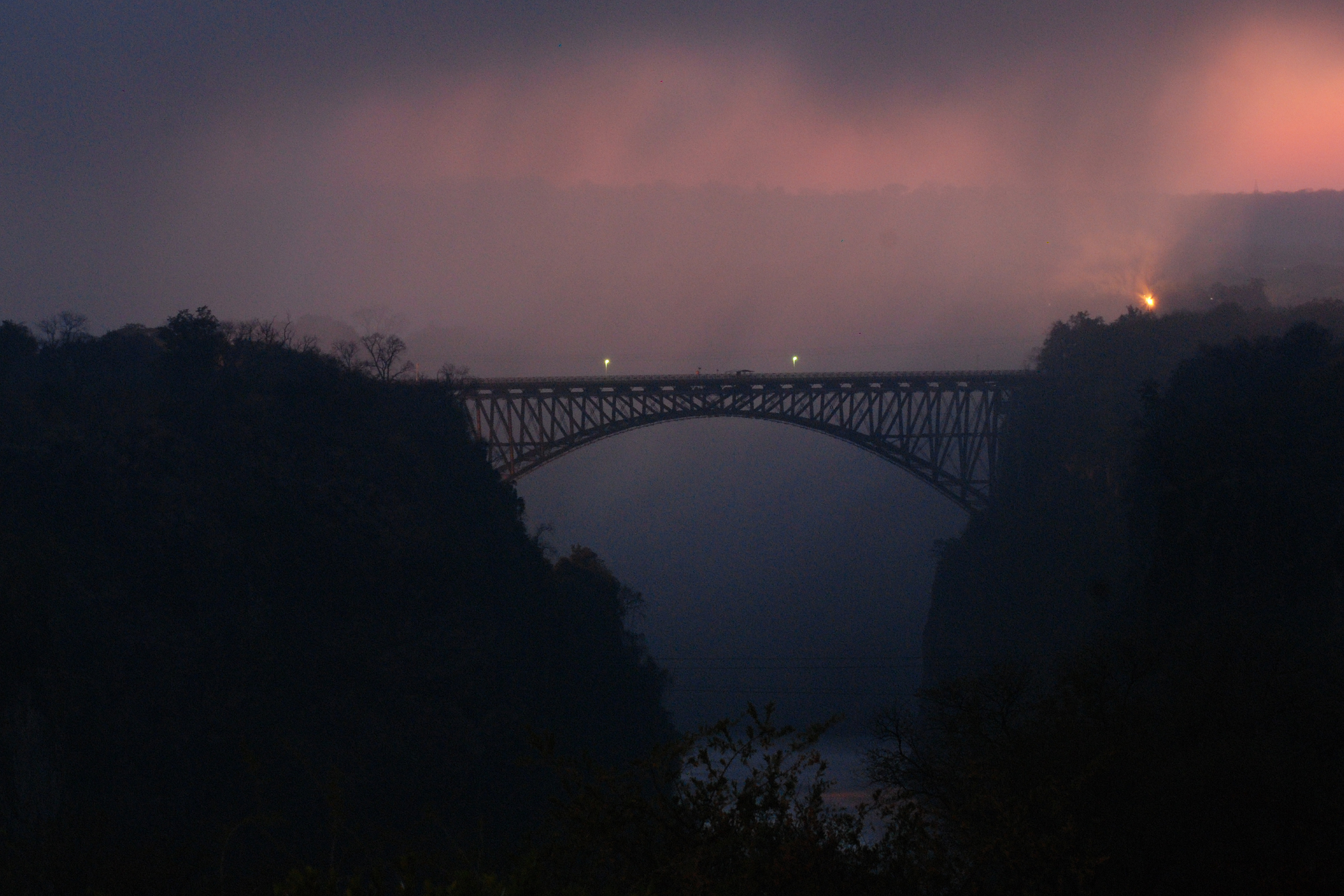
Вигляд уночі, 2012 рік.